# Dybowskiella grandis
Dybowskiella grandis är en mossdjursart som beskrevs av Wilhelm H. Waagen och Wenzel 1886. Dybowskiella grandis ingår i släktet Dybowskiella och familjen Fistuliporidae. Inga underarter finns listade i Catalogue of Life.